# Saint-Fraimbault (Orne)
Pour les articles homonymes, voir Saint-Fraimbault.
Saint-Fraimbault est une commune française, située dans le département de l'Orne en région Normandie, peuplée de 542 habitants. La commune est classée « quatre fleurs » au Concours des villes et villages fleuris.
La commune a la particularité de faire partie à la fois des provinces historiques du Maine et de la Normandie dans le pays de Passais.. Commune mixte située pour moitié dans l'Orne, pour moitié en Mayenne après la Révolution, elle est finalement entièrement rattachée à l'Orne en 1831, bien que son église se trouvait sur la partie mayennaise.

## Géographie
La commune est située dans la région naturelle du Domfrontais, dans le bocage normand. Elle se situe en outre dans le parc naturel régional Normandie-Maine.
| Passais-Villages (comm. dél. de Passais)      | Saint-Mars-d'Égrenne     | Torchamp        |
| Passais-Villages (comm. dél. de Passais)      | Saint-Fraimbault         | Ceaucé          |
| Passais-Villages (comm. dél. de Saint-Siméon) | Couesmes-Vaucé (Mayenne) | Soucé (Mayenne) |

### Hydrographie
La commune est située dans le bassin Loire-Bretagne. Elle est drainée par la Varenne, la Pisse, le Chêne aux Fées et le Rouillon,.
La Varenne, d'une longueur de 60 km, prend sa source dans la commune de Messei, à une altitude de 239 mètres, près du hameau de la Bédellerie, et se jette  dans la Mayenne à Ambrières-les-Vallées à une altitude de 94 mètres, après avoir traversé 17 communes. Les caractéristiques hydrologiques du Ton sont données par la station hydrologique située sur la commune de Sainte-Céronne-lès-Mortagne. Le débit moyen mensuel est de 7,49 m3/s. Le débit moyen journalier maximum est de 82,5 m3/s, atteint lors de la crue du 26 janvier 1995. Le débit instantané maximal est quant à lui de 89,7 m3/s, atteint le 28 janvier 1995.

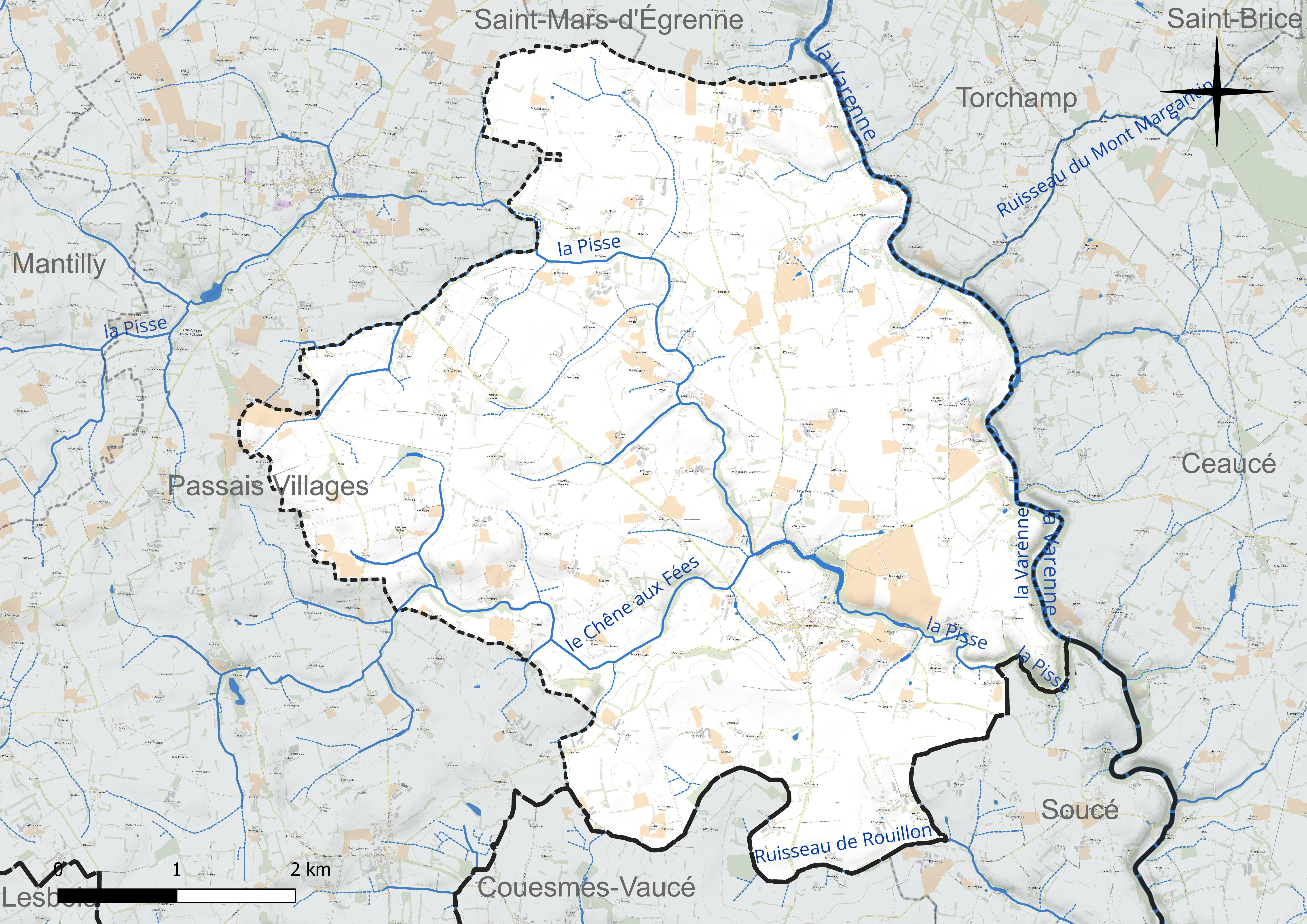
Réseau hydrographique de Saint-Fraimbault.

La Pisse, d'une longueur de 15 km, prend sa source dans la commune de Mantilly et se jette  dans la Varenne sur la commune, après avoir traversé quatre communes. 

### Climat
Le climat qui caractérise la commune est qualifié, en 2010, de « climat océanique franc », selon la typologie des climats de la France qui compte alors huit grands types de climats en métropole. En 2020, la commune ressort du type « climat océanique » dans la classification établie par Météo-France, qui ne compte désormais, en première approche, que cinq grands types de climats en métropole. Ce type de climat se traduit par des températures douces et une pluviométrie relativement abondante (en liaison avec les perturbations venant de l'Atlantique), répartie tout au long de l'année avec un léger maximum d'octobre à février.
Les paramètres climatiques qui ont permis d’établir la typologie de 2010 comportent six variables pour les températures et huit pour les précipitations, dont les valeurs correspondent à la normale 1971-2000. Les sept principales variables caractérisant la commune sont présentées dans l'encadré ci-après.
| Paramètres climatiques communaux sur la période 1971-2000 - Moyenne annuelle de température : 10,7 °C - Nombre de jours avec une température inférieure à −5 °C : 2,9 j - Nombre de jours avec une température supérieure à 30 °C : 1,7 j - Amplitude thermique annuelle : 13,3 °C - Cumuls annuels de précipitation : 902 mm - Nombre de jours de précipitation en janvier : 13,5 j - Nombre de jours de précipitation en juillet : 7,9 j |

Avec le changement climatique, ces variables ont évolué. Une étude réalisée en 2014 par la Direction générale de l'Énergie et du Climat complétée par des études régionales prévoit en effet que la  température moyenne devrait croître et la pluviométrie moyenne baisser, avec toutefois de fortes variations régionales. La station météorologique de Météo-France installée sur la commune et mise en service en 1994 permet de connaître en continu l'évolution des indicateurs météorologiques. Le tableau détaillé pour la période 1981-2010 est présenté ci-après.
| Mois                                  | jan.           | fév.          | mars          | avril         | mai           | juin        | jui.          | août          | sep.          | oct.          | nov.          | déc.           | année      |
| ------------------------------------- | -------------- | ------------- | ------------- | ------------- | ------------- | ----------- | ------------- | ------------- | ------------- | ------------- | ------------- | -------------- | ---------- |
| Température minimale moyenne (°C)     | 1,8            | 2,2           | 3,4           | 5             | 8,6           | 11,1        | 12,7          | 12,6          | 9,8           | 8,1           | 4,7           | 1,9            | 6,9        |
| Température moyenne (°C)              | 4,4            | 5,5           | 7,4           | 9,7           | 13,3          | 16,3        | 18            | 18            | 15            | 12,1          | 7,8           | 4,5            | 11         |
| Température maximale moyenne (°C)     | 7,1            | 8,7           | 11,4          | 14,5          | 18            | 21,5        | 23,4          | 23,4          | 20,2          | 16            | 10,8          | 7,2            | 15,2       |
| Record de froid (°C) date du record   | −13,6 26.01.07 | −11 09.02.12  | −8,1 01.03.05 | −4,2 11.04.03 | −1,1 02.05.21 | 2 04.06.01  | 5,2 12.07.00  | 4,3 31.08.03  | 1,4 19.09.10  | −5 30.10.1997 | −6,2 30.11.10 | −11,3 29.12.05 | −13,6 2007 |
| Record de chaleur (°C) date du record | 14,3 12.01.04  | 20,2 27.02.19 | 23,8 30.03.21 | 28,2 20.04.18 | 30 27.05.05   | 36 29.06.19 | 36,9 23.07.19 | 37,9 10.08.03 | 33,4 14.09.20 | 27,9 02.10.11 | 20,4 01.11.15 | 15,1 07.12.00  | 37,9 2003  |
| Précipitations (mm)                   | 86,4           | 74,2          | 67            | 58,1          | 69,9          | 45,3        | 68,8          | 53,1          | 69,1          | 86,8          | 96,5          | 98,8           | 874        |

## Urbanisme

### Typologie
Au 1er janvier 2024, Saint-Fraimbault est catégorisée commune rurale à habitat très dispersé, selon la nouvelle grille communale de densité à sept niveaux définie par l'Insee en 2022.
Elle est située hors unité urbaine et hors attraction des villes,.

### Occupation des sols
L'occupation des sols de la commune, telle qu'elle ressort de la base de données européenne d’occupation biophysique des sols Corine Land Cover (CLC), est marquée par l'importance des territoires agricoles (98 % en 2018), une proportion sensiblement équivalente à celle de 1990 (98,1 %). La répartition détaillée en 2018 est la suivante : 
prairies (53,9 %), terres arables (33 %), zones agricoles hétérogènes (11,1 %), zones urbanisées (1,1 %), forêts (1 %). L'évolution de l’occupation des sols de la commune et de ses infrastructures peut être observée sur les différentes représentations cartographiques du territoire : la carte de Cassini (XVIIIe siècle), la carte d'état-major (1820-1866) et les cartes ou photos aériennes de l'IGN pour la période actuelle (1950 à aujourd'hui).

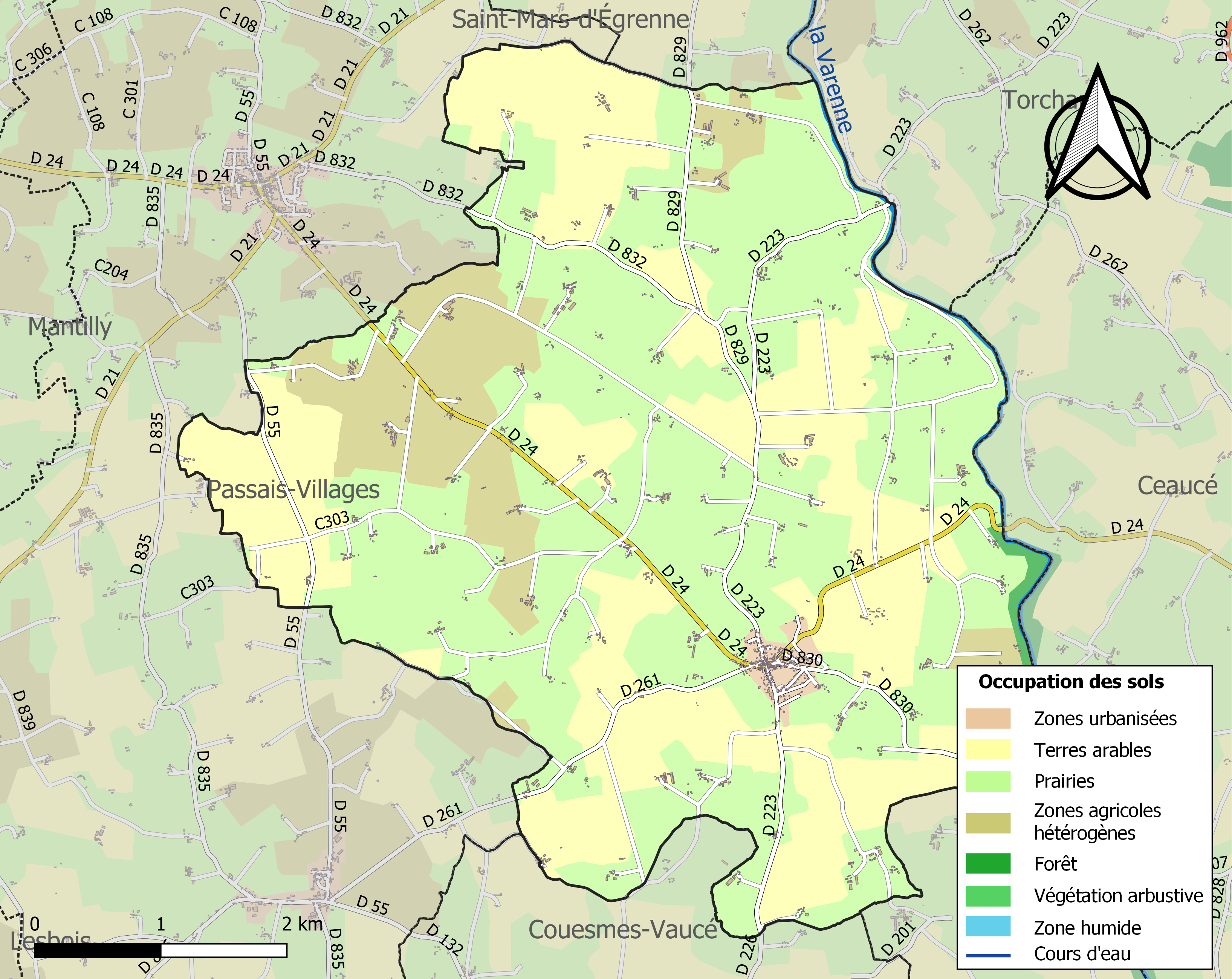
Carte des infrastructures et de l'occupation des sols de la commune en 2018 (CLC).

## Toponymie

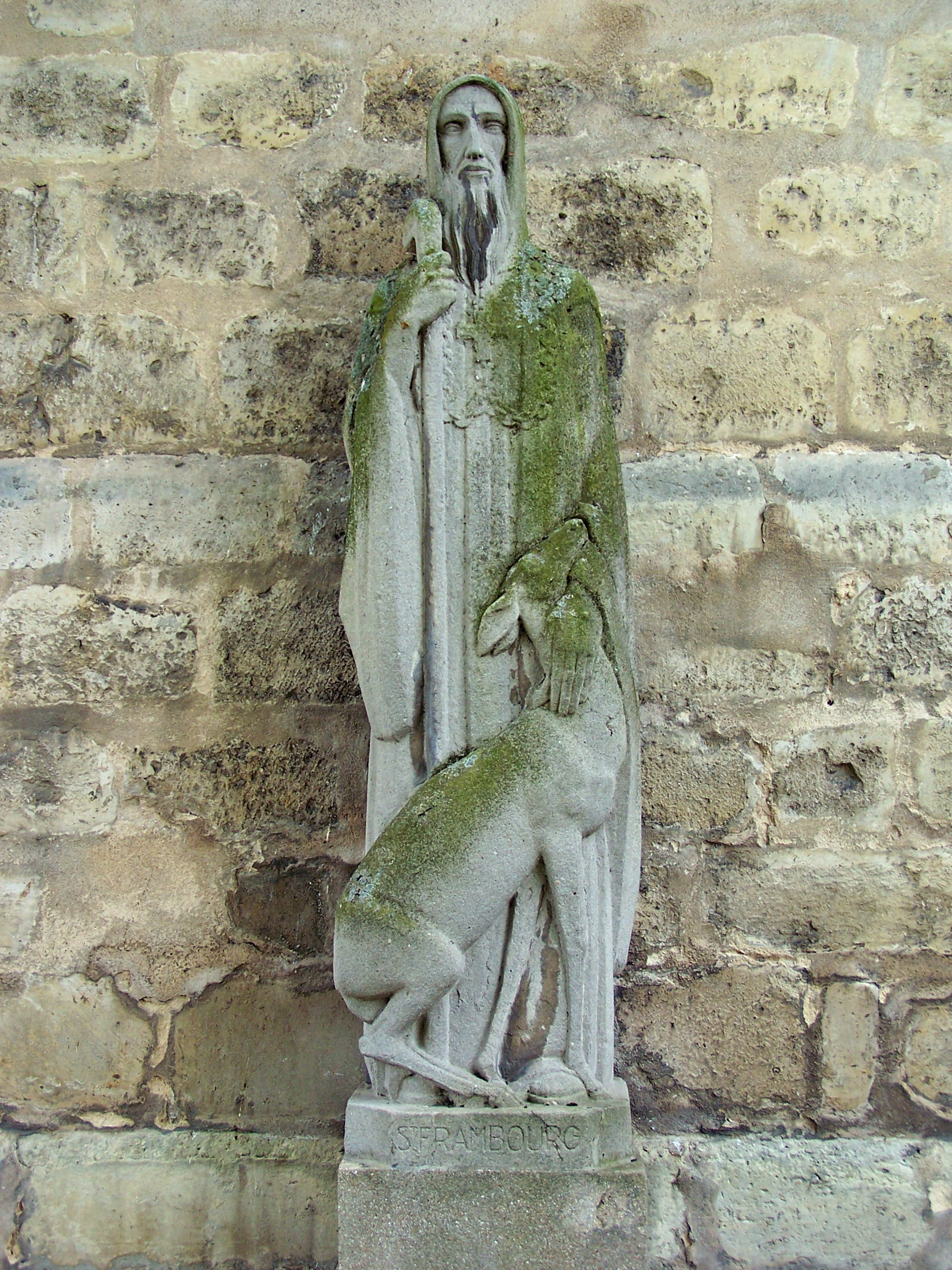
Saint Fraimbault.

Le nom de la localité est attesté sous les formes cella Frambaldi en 775, Sanctus Fraimbaudus entre 1097 et 1105, Saint Fraimbault de Beaulieu[réf. à confirmer], Saint-Fraimbault-sur-Pisse, pour prendre son nom définitif en 1962 en devenant officiellement Saint-Fraimbault.
Le nom de la paroisse provient de Fraimbault de Lassay, saint évangélisateur qui vécut au VIe siècle.

## Histoire
En 1832, la commune ornaise de Saint-Fraimbault-sur-Pisse comptait 2 400 habitants et a absorbé la commune mayennaise homonyme et ses 806 habitants (ainsi en 1851, le nombre d'habitants était de 3 225),. Cette commune, située dans le département de la Mayenne devait son nom à saint Fraimbault, auvergnat d'origine installé sur ces terres ainsi qu'à la rivière la Pisse qui arrose le nord de la paroisse.

## Politique et administration

### Administration municipale
Le conseil municipal est composé de quinze membres dont le maire et quatre adjoints.

### Liste des maires
| Période                                  | Période      | Identité                          | Étiquette | Qualité                            |
| ---------------------------------------- | ------------ | --------------------------------- | --------- | ---------------------------------- |
| Les données manquantes sont à compléter. |              |                                   |           |                                    |
| 1800                                     | 1815         | Hector Dutertre (l’aîné)          |           |                                    |
| 1815                                     | 1821         | Jean Trippier-Fresnais            |           |                                    |
| 1821                                     | 1830         | Jean-Baptiste Trippier-Besnardais |           |                                    |
| 1830                                     | 1847         | Étienne Barabbé                   |           | Notaire                            |
| 1847                                     | 1853         | Henri Trippier Lagrange           |           |                                    |
| 1853                                     | 1854         | Hector Dutertre                   |           |                                    |
| 1854                                     | 1860         | Hippolyte Salle                   |           |                                    |
| 1860                                     | 1870         | Alphonse Chatelier                |           |                                    |
| 1870                                     | 1884         | Jules Hublet                      |           | Notaire                            |
| 1885                                     | 1924         | Jules Beaudet-Lachaigne           | RG        | Conseiller général                 |
| 1924                                     | 1945         | Isidore Gillot                    |           | Médecin                            |
| 1946                                     | 1947         | François Fiault                   |           |                                    |
| 1947                                     | 1965         | Georges Vivier                    |           |                                    |
| 1965                                     | avril 1972   | Alphonse Rottier                  |           |                                    |
| juin 1972                                | 1981         | Albert Delangle                   | SE        | Entrepreneur de travaux publics    |
| 1981                                     | 1995         | Roland Hérouin                    |           | Retraité                           |
| 1995                                     | mars 2008    | Pierre Remande                    | SE        | Directeur de centre de formation   |
| mars 2008                                | mars 2014    | Albert Levallet                   | SE        | Retraité (agriculture)             |
| mars 2014                                | janvier 2015 | Yves Jeannin                      | SE        | Exploitant agricole Démissionnaire |
| avril 2015                               | En cours     | Éric Leroux                       | SE        | Agriculteur                        |

## Démographie
L'évolution du nombre d'habitants est connue à travers les recensements de la population effectués dans la commune depuis 1793. Pour les communes de moins de 10 000 habitants, une enquête de recensement portant sur toute la population est réalisée tous les cinq ans, les populations de référence des années intermédiaires étant quant à elles estimées par interpolation ou extrapolation. Pour la commune, le premier recensement exhaustif entrant dans le cadre du nouveau dispositif a été réalisé en 2007.
En 2022, la commune comptait 542 habitants, en évolution de −1,28 % par rapport à 2016 (Orne : −3,21 %, France hors Mayotte : +2,11 %).
| 1793  | 1800  | 1806  | 1821  | 1831  | 1836  | 1841  | 1846  | 1851  |
| ----- | ----- | ----- | ----- | ----- | ----- | ----- | ----- | ----- |
| 2 521 | 2 077 | 2 084 | 2 244 | 2 400 | 3 056 | 2 957 | 2 862 | 2 841 |

| 1856  | 1861  | 1866  | 1872  | 1876  | 1881  | 1886  | 1891  | 1896  |
| ----- | ----- | ----- | ----- | ----- | ----- | ----- | ----- | ----- |
| 2 697 | 2 645 | 2 544 | 2 312 | 2 368 | 2 270 | 2 188 | 2 150 | 2 173 |

| 1901  | 1906  | 1911  | 1921  | 1926  | 1931  | 1936  | 1946  | 1954  |
| ----- | ----- | ----- | ----- | ----- | ----- | ----- | ----- | ----- |
| 2 126 | 2 093 | 1 935 | 1 576 | 1 472 | 1 422 | 1 367 | 1 326 | 1 202 |

| 1962  | 1968  | 1975 | 1982 | 1990 | 1999 | 2006 | 2007 | 2012 |
| ----- | ----- | ---- | ---- | ---- | ---- | ---- | ---- | ---- |
| 1 078 | 1 006 | 963  | 828  | 792  | 676  | 629  | 622  | 568  |

| 2017 | 2022 | - | - | - | - | - | - | - |
| ---- | ---- | - | - | - | - | - | - | - |
| 539  | 542  | - | - | - | - | - | - | - |

## Économie
- Agriculture.
- Vente de produits du terroir : cidre, poiré, calvados.
- Vente de foin bio culinaire et viande de bœuf surgelée bio.
- Commerces tels que boucherie, boulangerie, supérette.

## Lieux et monuments
- Cimetière.
- L'actuelle mairie occupe l'ancien presbytère dont la reconstruction fut décidée en novembre 1884[réf. incomplète][33].
- Un jardin public est situé derrière la mairie.
- Le manoir de Tessé, dans lequel René de Froulay de Tessé, maréchal de France, écrivit en 1710 certaines de ses lettres, publiées en 1806[34]. Une chapelle située à proximité a été récemment restaurée, dans le cadre d'un projet mené par la Fondation du patrimoine[35].
- Manoir de la Faverie du XVe siècle ? prolongé en 1661 vers l'est d'une dépendance. Le manoir, situé près du Pont-des-Planches, se présente sous la forme d'un logis rectangulaire percé de meurtrières horizontales surmontant les portes et qui en défendent l'accès[36]. On y pénètre par une porte en arc brisé, et il est percé à l'étage de deux fenêtres trilobés, dont l'une, rectangulaire, est surmontée d'un linteau avec l'arc simplement esquissé. Sur la face opposé, un remplage ferme une niche à banquettes[37].

## Activité, label et manifestations
- Village fleuri ayant obtenu quatre fleurs au concours des villes et villages fleuris[38].
- Flories d'antan le 15 août : fête qui célèbre les traditions d'antan avec démonstration de vieux métiers (lavandière, fabrication du beurre à l'ancienne, ramassage de pommes de terre à la main, battage du blé à l'ancienne), défilé de voitures de collection et festival de musique mécanique (orgues de barbarie dans les rues).
- Plan d'eau avec pédalos et buvette.
- Sentier de promenade.
- Terrain de football et de pétanque.
- Mini-golf, promenades à cheval.
- Parking réservé aux camping-cars.

## Personnalités liées à la commune
- Marie-Chantal Depetris-Demaille (née en 1941 à Saint-Fraimbault), escrimeuse, championne du monde du fleuret en 1971.
- René de Tessé de Froulay (1648-1725), comte de Tessé, maréchal de France, propriétaire du manoir de Tessé.